# Підвисоцька Ольга Спиридонівна
Ольга Спиридонівна Підвисоцька (19 травня 1899, м. Чортків — ?) — українська військова та громадська діячка, учасниця національно-визвольних змагань.

## Життєпис
Навчалася у вчительській семінарії у м. Станіслав (нині Івано-Франківськ). Під час 1-ї світової війни домоглася зарахування на службу в Легіон УСС і стала наймолодшою його воячкою, влітку 1917 перебувала у Коші УСС. Восени того ж року вимушено залишила військову службу, вчителювала у с. Пасічна (нині Надвірнянського р-ну Івано-Франківської обл.). 
У листопаді 1918 вступила до УГА, служила у штабі 2-го куреня 5-ї Самбірської бригади, мала військове звання хорунжого. Відзначилася 15 травня 1919 у бою з поляками поблизу с. Гошани (нині Градівка Львівського р-ну Львівської обл.), коли після поранення командира сотні взяла на себе командування нею, брала участь у Чортківській офензиві . 
Сотник Осип Станімір у книжці "Моя участь у визвольних змаганнях" згадував:
|  | Надсунула свіжа польська розстрільна і нас здержала. Прийшло до розпучливого бою впрост рукопашного. Коменданта 5-ї сотні поручика Каравана та його четового Кліша ранено, а команду сотні перебрала хорунжа Підвисоцька. Мимо поважних втрат ми таки здержали ворожий наступ і почали вкопуватись. |

У липні 1919 у складі УГА перейшла у Наддніпрянську Україну. Перебувала у м. Кам’янець-Подільський (нині Хмельницької обл.) і Вінниці. Після поразки національно-визвольних змагань залишилася з сім’єю у Радянській Україні. Проживала у Києві, м. Біла Церква (нині Київської обл.), від 1924 — у Харкові, учителювала. У серпні 1937 вийшла на пенсію за інвалідністю через важку хворобу. 4 листопада того ж року заарештована (її чоловіка М. Балицького розстріляли за 2 дні до того), трьох її неповнолітніх дітей відправлено у спецінтернат. Відповідно до постанови Особливої наради при НКВС СРСР від 29 травня 1938 як «соціально небезпечний елемент» і «дружина зрадника батьківщини» відправлена на спецпоселення на 5 р. у Казахстан. Подальша доля невідома. Реабілітована 1989 .